# Xã Mountain Lake, Quận Cottonwood, Minnesota
Xã Mountain Lake (tiếng Anh: Mountain Lake Township) là một xã thuộc quận Cottonwood, tiểu bang Minnesota, Hoa Kỳ. Năm 2010, dân số của xã này là 384 người.